# Volley-Ball Club Chamalières
Actualités
Le Volley-Ball Club Chamalières est une association sportive de la ville de Chamalières dans le Puy-de-Dôme créée en 1967. Le club est constitué en majorité d'équipes féminines dont l'équipe première joue en Ligue A féminine. 
Lors de la saison 2023-2024, l'équipe première évolue à la Maison des Sports de Clermont-Ferrand. 

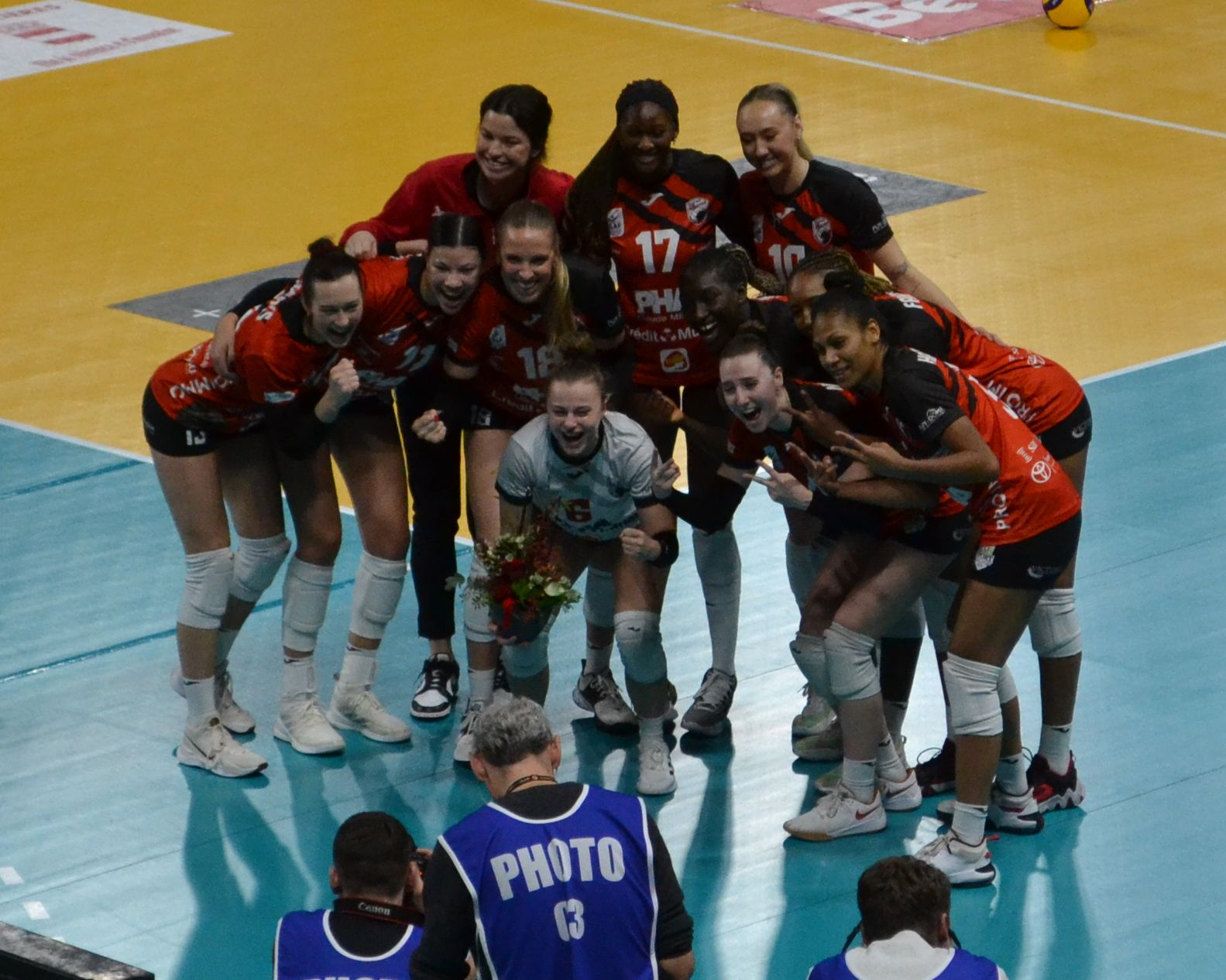
Match du quart de finale de la Coupe de France Chamalières - PA Venelles (saison 2023-2024).

## Historique des logos

Logo jusqu'en mai 2011

## Palmarès national

### Championnat de France[2]
- Saison 1995-1996 : Champion de France Nationale 3
- Saison 1999-2000 : 4e Nationale 2
- Saison 2000-2001 : 2e Nationale 2
- Saison 2001-2002 : 7e Nationale 1
- Saison 2002-2003 : 6e Nationale 1 puis 6e aux playdowns
- Saison 2003-2004 : 2e Nationale 2 puis 7e aux playoffs
- Saison 2004-2005 : 2e Nationale 2 puis 4e aux playoffs
- Saison 2005-2006 : 5e Nationale 2
- Saison 2006-2007 : 5e Nationale 2
- Saison 2007-2008 : 7e Nationale 2
- Saison 2008-2009 : 2e Nationale 2
- Saison 2009-2010 : 9e Nationale 1
- Saison 2010-2011 : Champion de France de Nationale 1
- Saison 2011-2012 : 9e Championnat de France Élite
- Saison 2012-2013 : 12e Championnat de France Élite
- Saison 2013-2014 : 3e Championnat de France Élite puis 2e aux playdowns
- Saison 2014-2015 : 2e Championnat de France Élite
- Saison 2015-2016 : 11e Ligue A Féminine
- Saison 2016-2017 : Champion de France Élite
- Saison 2017-2018 : 12e Ligue A Féminine (repéchage)
- Saison 2018-2019 : 12e Ligue A Féminine
- Saison 2019-2020 : compétition annulée en raison de la pandémie de Covid-19
- Saison 2020-2021 : 12e Ligue A Féminine
- Saison 2021-2022 : 11e Ligue A Féminine
- Saison 2022-2023 : 12e Ligue A Féminine
- Saison 2023-2024 : 9e Ligue A Féminine
- Saison 2024-2025 :  11e Ligue A Féminine

### Coupe de France
- Saison 2011-2012 : 8e de finale Coupe de France
- Saison 2012-2013 : 3e tour Coupe de France amateur
- Saison 2013-2014 : Demi-finales Coupe de France amateur
- Saison 2014-2015 : 8e de finale Coupe de France
- Saison 2015-2016 : 8e de finale Coupe de France
- Saison 2016-2017 : Vainqueur de la Coupe de France amateur
- Saison 2017-2018 : 8e de finale Coupe de France
- Saison 2018-2019 : Quarts de finale Coupe de France
- Saison 2019-2020 : 8e de finale Coupe de France
- Saison 2020-2021 : Quarts de finale Coupe de France
- Saison 2021-2022 : 8e de finale Coupe de France
- Saison 2022-2023 : 8e de finale Coupe de France
- Saison 2023-2024 : Demi-finales Coupe de France
- Saison 2024-2025 : 8e de finale Coupe de France

## Palmarès régional
- Saison 2010-2011 : Champion d'Auvergne de Pré-Nationale et de Régionale 2

## Effectifs

### Saison 2024-2025
| No                                           | Nom                                          | Date de naissance                            | Taille                         | Poids                          | Poste                          |
| -------------------------------------------- | -------------------------------------------- | -------------------------------------------- | ------------------------------ | ------------------------------ | ------------------------------ |
| 1                                            | Yanlis Feliz                                 | 3 juin 2000                                  | 181                            |                                | Réceptionneuse-attaquante      |
| 4                                            | Mahé Mauriat                                 | 23 mai 2000                                  | 174                            |                                | Passeuse                       |
| 5                                            | Sabine Haewegene                             | 9 mai 1994                                   | 176                            |                                | Réceptionneuse-attaquante      |
| 6                                            | Manon Jaegy                                  | 25 octobre 2001                              | 165                            |                                | Libero                         |
| 7                                            | Lauralee Blanc                               | 7 décembre 2005                              | 186                            |                                | Passeuse                       |
| 8                                            | Amaris Carter                                | 29 novembre 2000                             | 180                            |                                | Réceptionneuse-attaquante      |
| 9                                            | Raquel Loff                                  | 2 janvier 1995                               | 193                            |                                | Centrale                       |
| 11                                           | Nawelle Chouikh Barbez                       | 11 décembre 2004                             | 181                            |                                | Réceptionneuse-attaquante      |
| 29                                           | Mesalina Severino                            | 18 juillet 2000                              | 185                            |                                | Centrale                       |
| 34                                           | Akuabata Okenwa                              | 22 juillet 1998                              | 191                            |                                | Attaquante                     |
| 95                                           | Fatoumata Fanguedou                          | 27 juin 2003                                 | 189                            |                                | Centrale                       |
|                                              |                                              |                                              |                                |                                |                                |
| Encadrement technique                        | Encadrement technique                        |                                              | Légende                        | Légende                        | Légende                        |
| Entraîneur : Atman Toubani                   | Entraîneur : Atman Toubani                   | Entraîneur : Atman Toubani                   | : Capitaine                    | : Capitaine                    | : Capitaine                    |
| Entraîneur(s) adjoint(s) : Jean-Luc Treilles | Entraîneur(s) adjoint(s) : Jean-Luc Treilles | Entraîneur(s) adjoint(s) : Jean-Luc Treilles | : Joueuse blessée actuellement | : Joueuse blessée actuellement | : Joueuse blessée actuellement |